# Do Lúčok

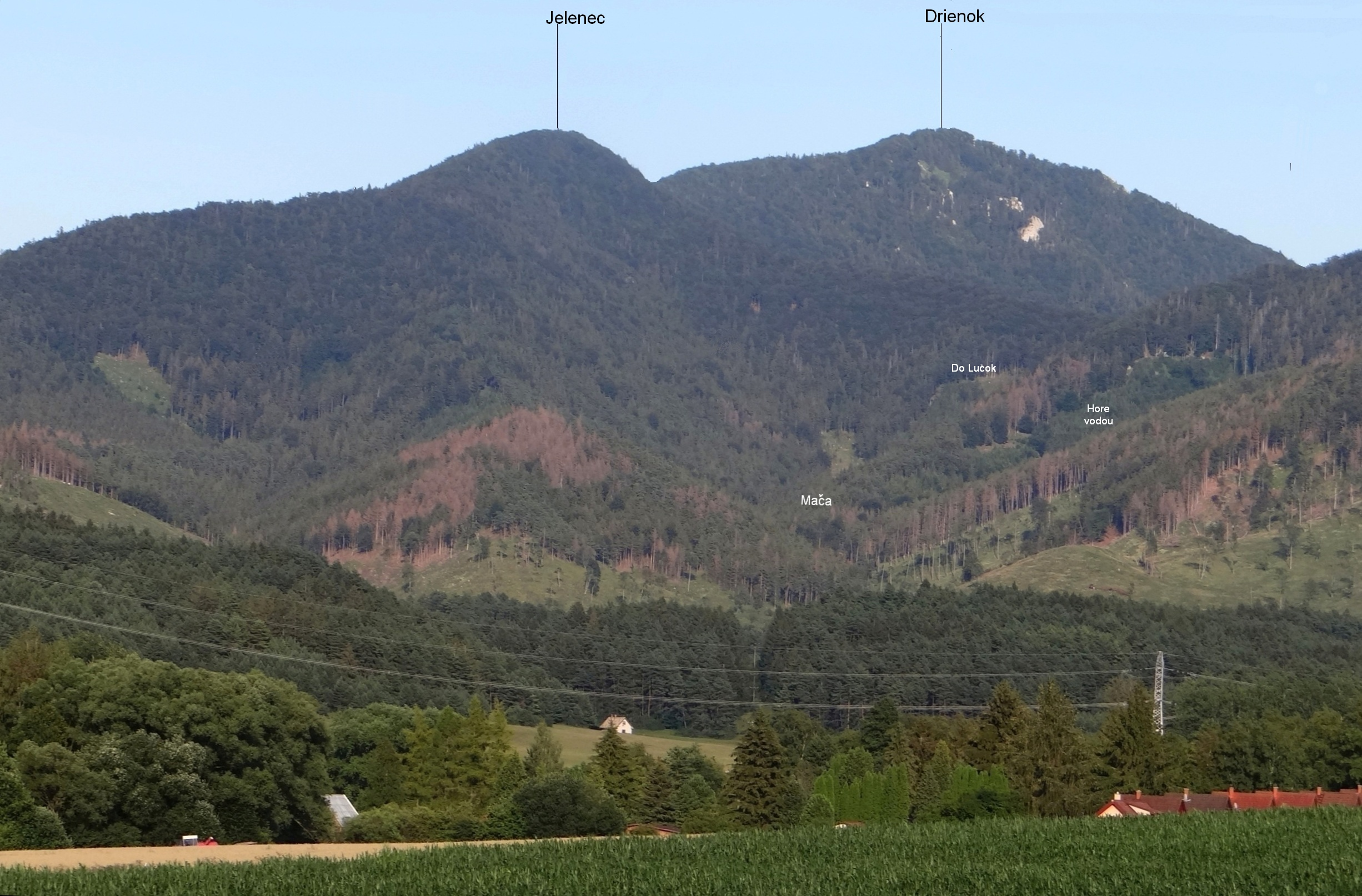
Widok od zachodu

Do Lúčok – dolina w zachodniej części Wielkiej Fatry na Słowacji. Opada spod przełęczy Sedlo za Drieňkom w kierunku zachodnim. Jej dolna część poniżej dolinki Hore vodou ma nazwę Mača. Orograficznie prawe zbocza doliny Do Lúčok tworzy Drienok (1268 m), jego północno-zachodni grzbiet, Jelenec (1129 m) i jego południowo-zachodni grzbiet. Zbocza lewe tworzy Malý Rakytov. Dnem doliny spływa potok Rakša.
Dolina wyżłobiona jest w skałach wapiennych. Jest porośnięta lasem, w którym sterczą liczne skały i ściany skalne. Znajduje się w obrębie Parku Narodowego Małej Fatry.

## Turystyka
Z Turčianskich Teplic doliną Do Lúčok prowadzi niebiesko znakowany szlak turystyki pieszej. Na przełęczy Sedlo za Drieňkom rozgałęzia się; jedna odnoga prowadzi na szczyt Drienok, druga na rozdroże Veľká Skalná, ústie, gdzie krzyżuje się z innym szlakiem. W dolnej części doliny (na rozdrożu Mača) do szlaku niebieskiego dołącza żółty szlak z miejscowości Mošovce.
  Turčianske Teplice – Rakša – rozdroże Mača – Do Lúčok – Sedlo za Drieňkom. Odległość 10,7 km, suma podejść 557 m, suma zejść 32 m, czas przejścia 3:10 h, z powrotem 2:40 h
  Mošovce – rozdroże Mača. Odległość 4,7 km, suma podejść 160 m, suma zejść 55 m, czas przejścia 1:15 h, z powrotem 1:10 h.